# ディープ・スペース・ナイン
ディープ・スペース・ナイン (Deep Space Nine) は、アメリカのSFテレビドラマであるスタートレックシリーズの『スタートレック:ディープ・スペース・ナイン』に登場する架空の宇宙ステーション。ベイジョー星系にあり、カーデシア連邦が建設した。

## 概要
元々はカーデシア人がベイジョー星系占領時に当地に建造した宇宙ステーションであり、カーデシア撤退後、惑星連邦にベイジョーと共同で管理が委託されたもの。その際に「ディープ・スペース・ナイン（通称：DS9）」と改名される。司令官は惑星連邦宇宙艦隊から派遣されたベンジャミン・シスコ中佐、副司令官はベイジョー軍のキラ・ネリス少佐が務める。
カーデシアがベイジョーを占領していた時代には、ガル・デュカット司令官の元で鉱石加工ステーションとして「テロック・ノール（Terok Nor）」の名で使用されていた。
ベイジョー星系のデノリアス・ベルトに安定なワームホールが発生したため、ディープ・スペース・ナインは惑星ベイジョーの衛星軌道からデノリアス・ベルトへ移動し、ガンマ宇宙域との往来の拠点となった。また、ガンマ宇宙域からドミニオンが侵攻してきたため戦略上も要衝となった。一時はカーデシアがドミニオンと不可侵条約を結び、惑星連邦がディープ・スペース・ナインから撤退するという事態になるが、ほどなく奪還される。

## 形状・機能
- 直径：約1,450m
- 全高：約970m
- 質量：約867万トン
- 最大収容人員：約7,000人（居住者は300～350人）

司令室や動力炉などがある中央セクションの周りに同心円状の2本のリングがある。中央セクションとリングは3本の通路で繋がっており、外側のリング（ドッキング・リング）の3ヶ所からパイロンが上下に長く伸びている。ドッキング・リングとパイロンは同一の球面をなしている。また内側のリング（居住リング）の3ヶ所に宇宙艦隊が設置した防御タワーがあり、パイロンと防御タワーは60度ずれている。
中央セクションの外周部はプロムナードと呼ばれ、クワークやガラックが店を開いている。保安オフィスや医療室、寺院などもある。
宇宙船とのドッキング・ポートがリングに12ヶ所、6本のパイロンの先端にそれぞれ1ヶ所ある。居住リングにはシャトルやランナバウト用の発着パッドが6ヶ所ある。
カーデシアはベイジョーからの撤退時にテロック・ノールの装備を根こそぎ引き剥がしていったが、その後マイルズ・オブライエンが中心となって光子魚雷やフェイザーが大量に装備されるなど、基地の防御能力が大幅に強化された。その結果クリンゴンから攻撃を受けた際は数十隻のクリンゴン戦艦を撃沈した。
ドッキング・リングには姿勢制御用のスラスターが装備され、ステーションの軌道を変えることもできる。しかし航宙艦ほどの速度は出せないため、デノリアス・ベルトへ移動する時は亜空間フィールドでステーション全体を包まなければならなかった。

## 同型の宇宙ステーション
『DS9』第43話などに登場した鏡像世界ではテロック・ノールという名前のまま、カーデシアとベイジョーが共同管理していた。
また、『DS9』第122話などにはトリヴァス星系にカーデシアが建造したステーション「エムポック・ノール」が登場した。既に放棄されて無人状態であり、ステーション全体が映る場面では傾いていた。